# Володин, Владимир Иванович
Владимир Иванович Володин (14 мая 1917 года, Самара — 12 марта 2006 года, Москва) — советский и российский искусствовед, крупнейший специалист по истории художественной культуры Самары, директор Куйбышевского художественного музея (1948—1953), Заслуженный деятель искусств РСФСР, председатель Куйбышевской организации Союза художников СССР, ответственный секретарь Союза художников СССР.

## Биография
Родился в 1917 году в Самаре. Учился на художественно-педагогических курсах у самарских художников Г. П. Подбельского (1882—1955), А. Н. Краснова, А. И. Волкова (1896—1949). Член КПСС.
Участник Великой Отечественной войны в составе 994-го отдельного батальона связи 94-го стрелкового корпуса и 595-го отдельного батальона связи. С 1947 года — на хозяйственной, общественной и политической работе. 
В 1947—1986 годах — искусствовед, краевед, директор Куйбышевского художественного музея (1948—1953), крупнейший специалист по истории художественной культуры Самары. Автор ряда книг и статей («Художественная жизнь города Куйбышева. Конец ХIХ-начала XX веков», 1979, «Самара, музей, художники», 1997, «Суриков и Самара», 2002). Автор первой экспозиции дома-музея художника С. В. Герасимова.
Ответственный секретарь Союза художников СССР. Заслуженный деятель искусств РСФСР.
Умер в Москве в 2006 году.